# Renkum (plaats)

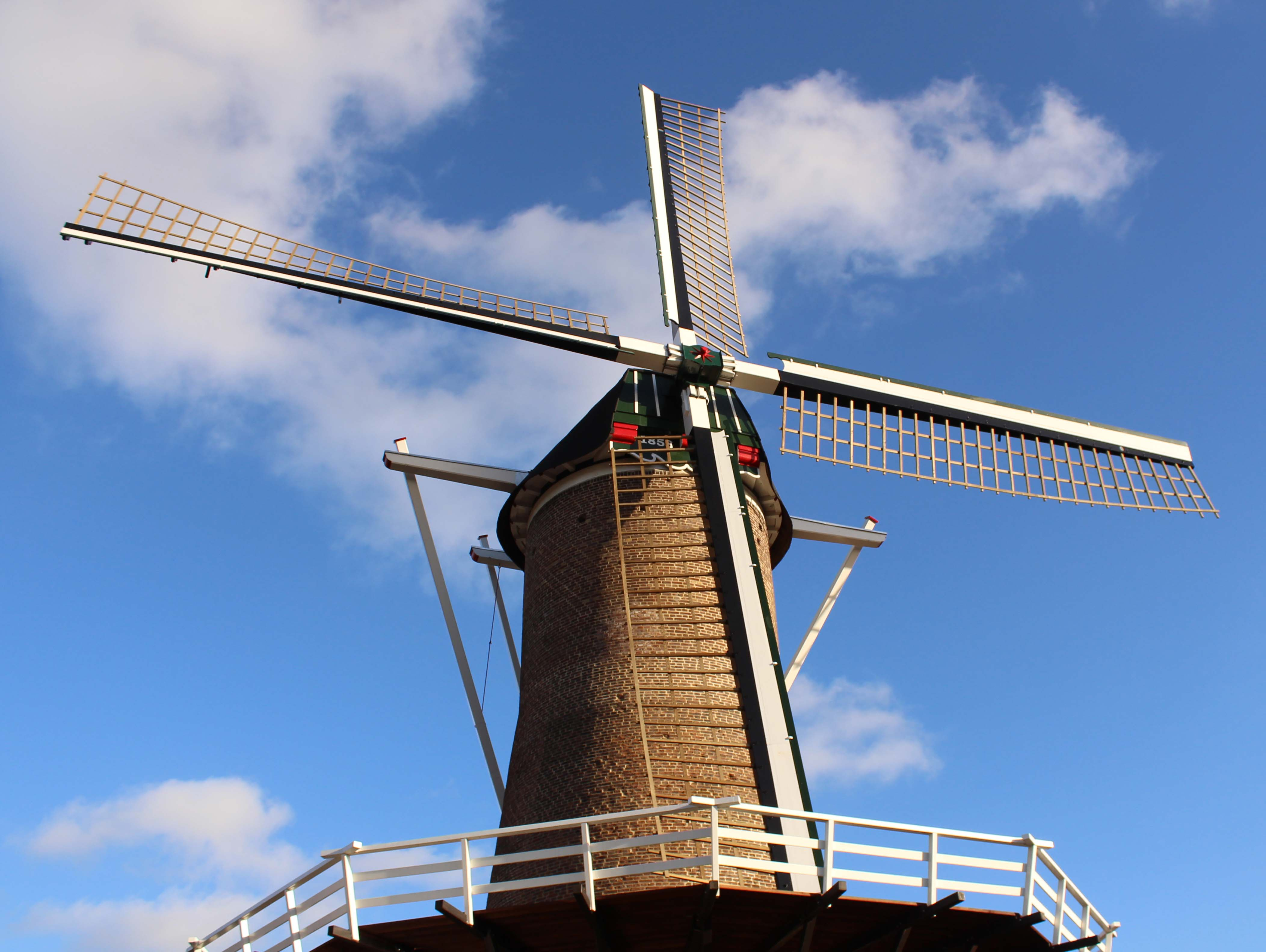
De Renkumse molen is sinds 2013 weer in bedrijf.

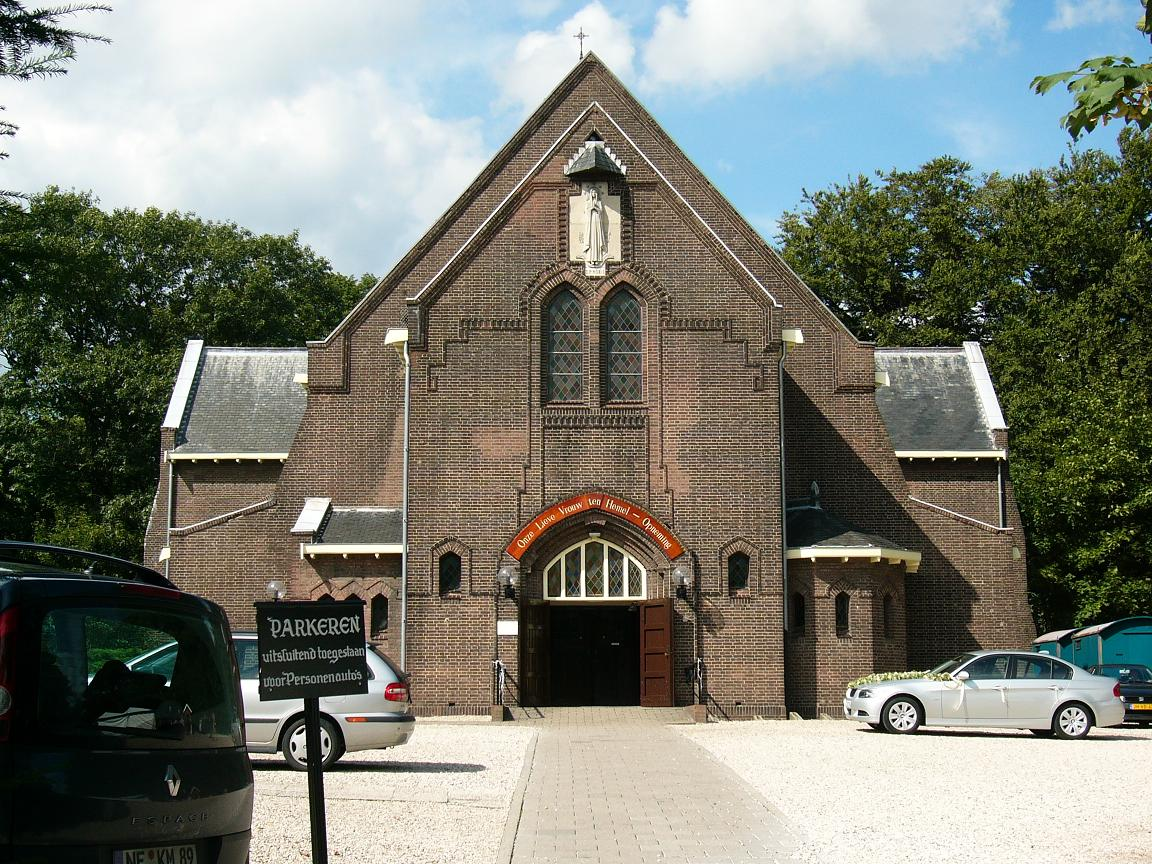
OLV Ten Hemelopnemingkerk te Renkum, een bedevaartplek voor velen wegens het eikenhouten Mariabeeldje dat er staat.

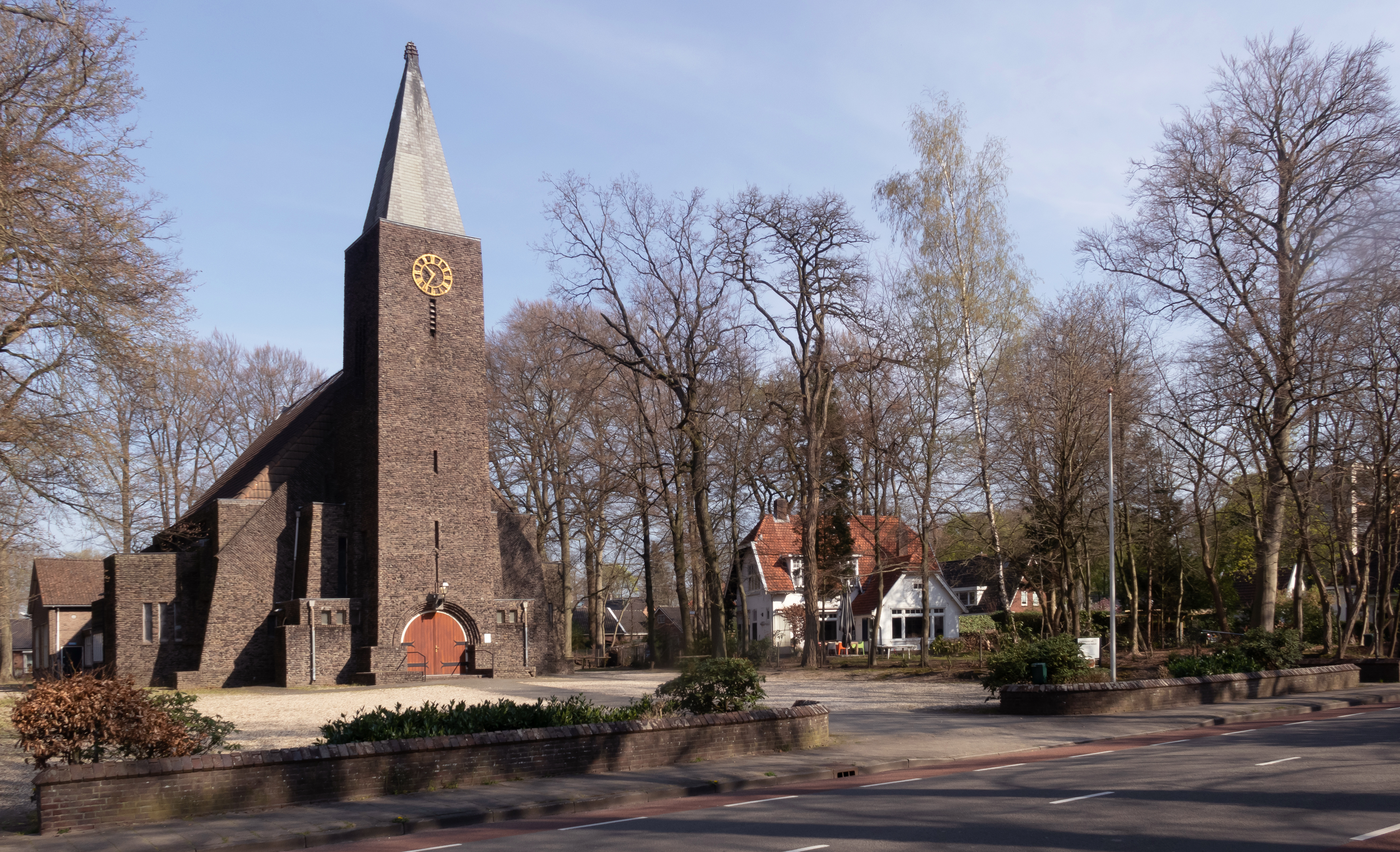
De gereformeerde kerk in Renkum

Renkum (uitspraakⓘ) is een dorp in de gelijknamige gemeente in de Nederlandse provincie Gelderland. Renkum telt 9.195 inwoners (1 januari 2023). Renkum ligt aan de rivier de Rijn, ongeveer zes kilometer ten oosten van Wageningen.
Renkum staat bekend om de Slag om Arnhem. In de Tweede Wereldoorlog speelde de omgeving een belangrijke rol vanwege de luchtlanding en veldslag van de geallieerde troepen in september 1944, als onderdeel van Operatie Market Garden.

## Geschiedenis
De directe omgeving van Renkum kent bewoningssporen uit het neolithicum. Links en rechts van het Renkums Beekdal zijn neolithische grafheuvels te vinden vanaf de Trechterbekercultuur. Het beekdal grenst aan een van de grootste raatakkercomplexen van Nederland en restanten hiervan zijn onder meer te zien aan de Panoramaweg. In de negentiende eeuw zijn belangrijke Romeinse vondsten gedaan op landgoed Quadenoord.
Renkum is meer dan duizend jaar oud en werd in 970 genoemd als “Radinchem”. In 1970 werd het duizendjarige bestaan gevierd. De naam laat zich verklaren als “woonplaats van degenen, behorende bij Rado (een eigennaam)”.
Het dorp is dan nog zeer klein. Van de politieke geschiedenis echter is veel bekend, het zou de (of een) vestigingsplaats zijn van de graven van Hamaland. Uit het geslacht van de Graven van Hamaland wordt de latere bisschop Meinwerk (975 – 1036, Paderborn) geboren. Het dorp krijgt vermoedelijk in de tweede helft van de twaalfde eeuw een tufstenen kerk waaraan in later eeuwen een koor en een lage toren worden gebouwd. De kerk bevond zich direct ten noorden van de straat “Onder de Bomen”. In 1864 werd de kerk wegens bouwvalligheid afgebroken
Echter, al omstreeks het jaar 1000 was er een kapel aanwezig in, wat later bekend zou worden als de “Kloosterwei”. In 1380 verscheen daar op “wonderlijke wijze” een houten beeld van de H. Maagd Maria. In 1405 besloot Hertog Reinald IV van Gelderland daar een klooster te bouwen  dat na de reformatie werd overgedragen aan de Gelderse overheid (1615). Renkum ging officieel over op het protestantisme in 1590, maar er is altijd een kleine kern katholieken overgebleven. Deze gingen te kerke op de kapel van Kasteel Grunsfoort. Dit kasteel wordt in 1371 voor de eerste keer genoemd en blijkt zeer belangrijk te zijn. Het slot bevond zich op de Grunsfoortweide en is omstreeks 1780 wegens bouwvalligheid afgebroken.
De beken in het Renkums Beekdal zijn al vroeg aangewend om molens te laten draaien, waarvan het grootste deel na midden van de 17e eeuw ingericht was als papiermolen. In de 18e eeuw beleeft de papiermolenindustrie haar hoogtepunt met maar liefst zeven papiermolens in het dal.
In de 19e eeuw komt de tabaksteelt op in Renkum. De Hartense molen, in het beekdal ten zuiden van de huidige Hartenseweg, bouwt uit tot een heuse papierfabriek. In het laatste kwart van deze eeuw wordt een viertal grote steenbakkerijen (“ovens”) gebouwd in de uiterwaarden. Van west naar oost zijn dat “de Oven van Costerus” (1872, thans een boerderijcomplex), “de Kleijkamp” (1874, op de plaats waar nu de waterzuiveringsinstallaties staan), de “van Wijck” (1874-1911) en als laatste de oven in de Jufferenwaard, de “oven van Ariëns” (1880, verwoest 1944). De oven “van Wijck” moest in 1911 wijken voor de papierindustrie: de nog steeds in werking zijnde papierfabriek van van Gelder werd gebouwd. Het is tegenwoordig (2018) in handen van Smurfit Kappa. De steenfabriek in de Jufferenwaard is nu een ruïne en als natuurgebied te bezoeken.
Renkum wordt vanaf de tweede helft van de 19e eeuw tot op heden door toeristen zeer gewaardeerd. Vele pensions en hotels verrezen in het dorp wat door de komst van de stoomtramlijn (1880 – 1937) goed bereikbaar was. Renkum ontwikkelde zich van 'armoedig boerengehucht' tot een 'welvarend, met goede huizen prijkend dorp’. In 1840 heeft Renkum 156 huizen met 191 inwoners. Dat betrof toen nog voornamelijk boerderijen, waarvan ca. de helft aan de Dorpsstraat stond.
Vanaf 1858 kent het dorp een korenmolen, een stellingmolen die sinds 2013 weer in bedrijf is . Door middel van het Renkumse veer was er een goede verbinding met de Betuwe, gelegen aan de andere kant van de rivier. In de 20e eeuw moderniseert het dorp snel. Velen vinden emplooi bij de ovens of in de papierindustrie. Hotels en sanatoria mogen zich in veel belangstelling verheugen. Koning Willem III koopt het landgoed “Kortenberg” (1881) voor zijn vrouw Koningin Emma. Het wordt hernoemd als “Oranje Nassau's Oord” (O.N.O.) en rond 1900 door Koningin Emma aan de bevolking geschonken als sanatorium voor longpatiënten. Tegenwoordig is het een verpleeghuis.
In de meidagen van 1940 is Renkum kort het toneel van gevechten. In de vroege ochtend van 10 mei wordt een aantal bruggetjes opgeblazen door het Nederlandse leger, 's middags vindt een vuurgevecht plaats in het Renkums Beekdal meteen ten noorden van de Bokkedijk. Het 5e Eskadron Huzaren-wielrijders (commandant kapitein der wielrijders M. Nijhoff) heeft zich o.m. op het "Jansbergje" ingegraven om de Duitsers te vertragen. Het gevecht duurt tot omstreeks 18:00 uur. Op 17 september 1944 vinden grote luchtlandingen plaats op de Renkumsche Heide, oost en west van de Telefoonweg. Britse troepen zijn slechts korte tijd aanwezig, het doel van de operatie ligt in Arnhem. Tijdens de oorlog moet de Renkumse bevolking gedwongen evacueren (1 oktober 1944) en het dorp staat leeg. In de nacht van 22 op 23 oktober vindt de ontsnappingsoperatie Pegasus 1 plaats in het beekdal. Zeven maanden lang wordt Renkum blootgesteld aan artilleriebeschietingen en plunderingen door Duitse soldaten. Na de oorlog begint de herbouw en verrijzen veel panden in de zgn. Delftse Schoolstijl in het dorp.

## Dorp en omgeving
Het dorp heeft enige zware industrie in de vorm van een papierfabriek. Verder is er wat lichte industrie.
De omgeving wordt gekenmerkt door bossen en uiterwaarden. Er zijn in de bossen grafheuvels van duizenden jaren oud, waaruit voorwerpen te zien zijn in het Museum Arnhem. Aan de rand van het ten westen van het dorp gelegen bos ligt het Oranje Nassau's Oord. Renkum kent een aantal buitenplaatsen, landgoederen en kastelen (al dan niet verdwenen), waaronder de Keijenberg, Kasteel Grunsfoort, landgoed Quadenoord, landgoed Oostereng en Mariëndaal.
In het Renkums beekdal ligt een van de oudste natuurijsbanen van Nederland. De baan behoort bij IJsvereniging "Vooruit" en wordt van november tot en met maart blank gezet.
De kern Renkum kent diverse wijken, waaronder de Bergerhof en Fluitersheuvel. Tussen mei en september onderhoudt een elektrisch voetveer over de Nederrijn de verbinding met Heteren voor voetgangers en fietsers.

### Kerkgebouwen
Renkum kent een aantal kerkgebouwen.
De Gereformeerde kerk Utrechtseweg is ontworpen in 1925 en gebouwd vanaf december 1927. De kerk werd in augustus 1928 in gebruik genomen. De architect is Egbert Reitsma, die het bouwde met zijn geliefd materiaal: onvolmaakte bakstenen. Het gebouw is wat de bouwstijl betreft verwant aan de Amsterdamse School en een goed voorbeeld van Reitsma's bouwen. Het is tot op de dag van vandaag in gebruik. De kerk vervangt een gebouw aan de Molenweg.
De voormalige Gereformeerde kerk aan de Molenweg bestaat uit een eenvoudige kerk met houten gewelven en werd in 1889 gebouwd. De gereformeerde kerk heeft dit gebouw in gebruik gehad tot 1928, waarna de bestemming wijzigde in 'timmermanswerkplaats'. Het vervallen gebouw is gerestaureerd en dient nu als opslagplaats.
De R.K. Kerk Onze Lieve Vrouw ten Hemelopneming werd ontworpen rond 1918 en de bouw werd uitgevoerd in 1922-1923. Het neogotische ontwerp is van de hand van Jos Cuypers. Bouwpastoor was pastoor M.J.H. Wolters. Het gebouw herbergt een laat 14e-eeuws houten beeld van Maria met Kind. De driebeukige kruiskerk is nog steeds in gebruik als R.K. kerkgebouw.
De hervormde kerk aan de Kerkstraat verving een kerkgebouw uit 1863. De voorganger werd door oorlogshandelingen in 1944 verwoest. Het huidige gebouw werd eind jaren veertig opgetrokken. Architect H. Roodenburg tekende voor het gebouw, wat in baksteen werd gebouwd. Het gebouw ademt de naoorlogse bouwstijl en is nog steeds in gebruik.

### Bedevaartplaats
Renkum was in de middeleeuwen een belangrijk Mariaheiligdom. De verering vindt haar oorsprong rond het midden van de 14e eeuw. In 1405 werd de kapel van Onze Lieve Vrouw van Renkum op instigatie van hertog Reinald IV van Gelre uitgebouwd tot een klooster van augustijner regularissen, dat tijdens de onrustige jaren rond de reformatie omstreeks 1585 werd verwoest. De bedevaarten hielden daarmee niet direct op. Rond het midden van de 17e eeuw bleek het beeld van Onze Lieve Vrouw van Renkum naar Utrecht te zijn overgebracht, terwijl de heilige plek in Renkum nog enige jaren bezocht zou blijven worden. Het oorspronkelijke Mariabeeld werd aan het einde van de 19e eeuw teruggevonden. Het kwam ten slotte in 1928 terug in Renkum, waar het een plaats kreeg in de nieuwe r.k. parochiekerk. Vanaf dat jaar herleefde de bedevaart en kwamen er jaarlijks vele groepsbedevaarten. In het midden van de jaren 1960 viel de bedevaart weer geheel terug en werd het een voornamelijk individuele verering.

## Van industrie naar natuur

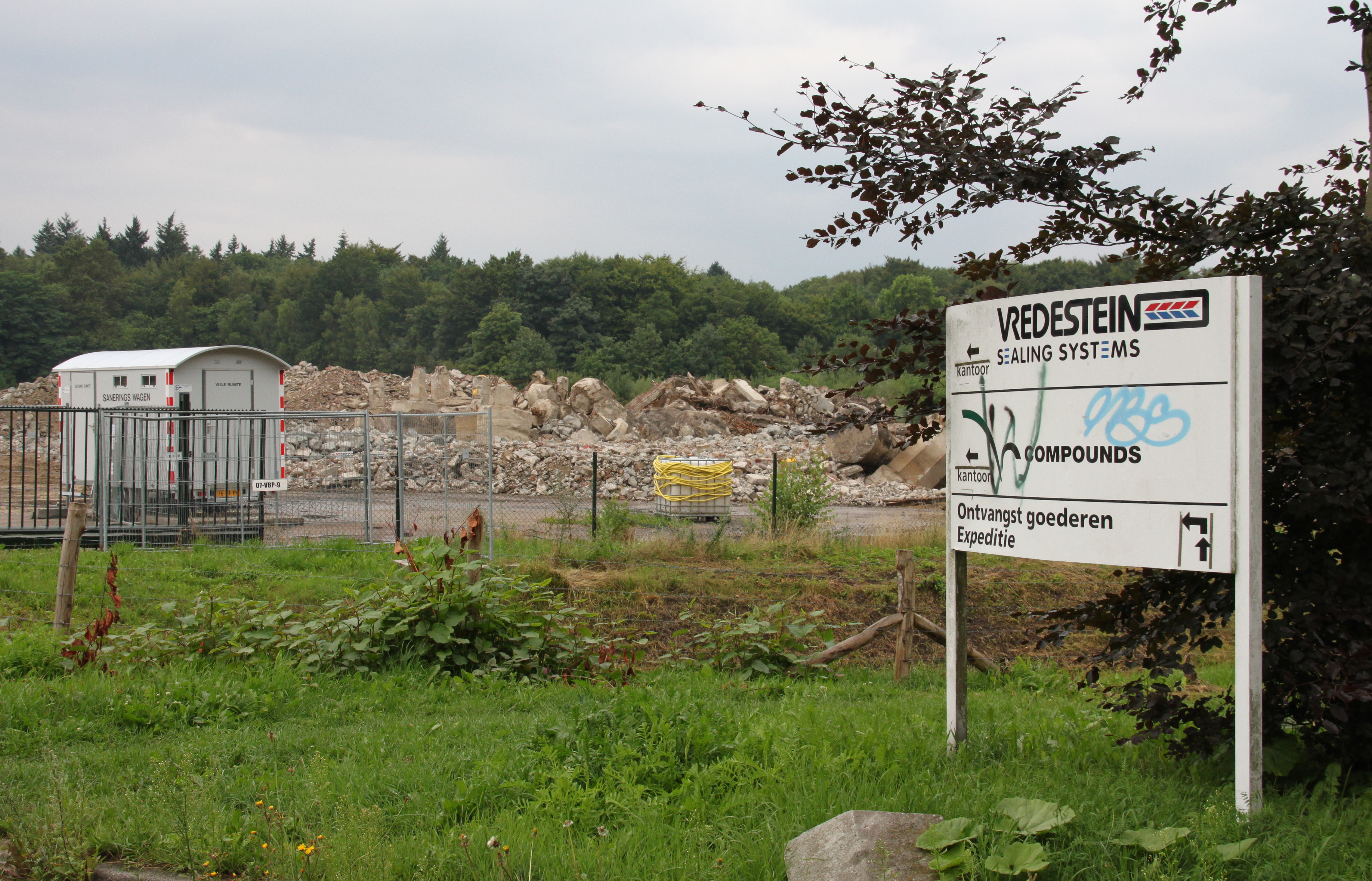
Een voormalig industrieterrein wordt 'teruggegeven' aan de natuur.

De landelijke en provinciale politiek hebben besloten om een industrieterrein te verwijderen ten voordele van de natuur, het project Renkums Beekdal. Er wordt namelijk gestreefd naar een verbindingszone voor dieren, die loopt vanaf de Veluwe tot aan de Rijn. Bovendien bleek bij een inventarisatie dit gebied rijk te zijn aan planten- en diersoorten. Het Renkums Beekdal werd op 25 mei 2013 geopend door de staatssecretaris van Economische zaken, Sharon Dijksma.

## Bekende Renkumers
- Hendrik Huisken (1885-1931), voetballer en medeoprichter PSV
- Johan Snoek (1920-2012), verzetsstrijder
- Blaudzun (1974), geboren in Arnhem, maar groeide op in Renkum

### Geboren
- Meinwerk (975-1036), bisschop en heilige
- Paul Reymer (1882-1952), politicus
- Wes Beekhuizen (1903-1978), schrijver
- Louis de Bourbon (1908-1975), dichter en burgemeester
- Jan Peelen (1910-1997), verzetsstrijder
- Cornelis Iprenburg (1922-1943), collaborateur in de Tweede Wereldoorlog
- Dicky Rogmans (1925-1992), kunstschilderes
- Steven Buddingh' (1935-2014), politicus en burgemeester
- Jits Bakker (1937-2014), kunstenaar
- Nol Hendriks (1937-2017), ondernemer en sportbestuurder
- Fred van der Wal (1942), kunstschilder
- Piet de Zwarte (1948), waterpoloër
- Derk Bolt (1955), journalist en tv-presentator
- Hanneke Riemer (1960), actrice
- Goos Minderman (1962), rechtsgeleerde, omroepvoorzitter en politicus
- Nina Jurna (1969), journaliste
- Rein Baart (1972), voetballer
- Kay van Dijk (1984), volleyballer
- Xan de Waard (1995), hockeyster